# Чижевський Павло Іванович
Павло́ Іва́нович Чиже́вський  (1860, м.Гадяч — 17 квітня 1925, м.Женева, Швейцарія) — український громадський і політичний діяч родом з Полтавщини, депутат 1-ї Державної думи від Полтавської губернії (підписав Виборзьку відозву). Студіював фізику в Київському Університеті, згодом у Швейцарії (1884). Ще студентом був за політичну діяльність засланий на Сибір.
Земський діяч, член Української Радикально-Демократичної Партії і ТУП. Депутат Першої Державної Думи (входив до складу Української парламентської Громади). Член Української Центральної Ради від Полтавської губернії, член ЦК УПСФ. З 1918 — голова укр. торгової делегації у Швейцарії, голова закордонного бюра УПСФ у Відні, член екзильного уряду УНР в Тарнові.

## Біографія
Походив з шляхти Полтавської губернії. Освіту здобув у Петровському Полтавському кадетському корпусі й Миколаївській інженерній школі в С.-Петербурзі. Прослуживши рік сапером, вийшов у відставку і виїхав до Швейцарії, де познайомився із своїм земляком М. Драгомановим. Це знайомство стало визначальним у формуванні політичних переконань. Закінчивши університет у Женеві (1884 р.), повернувся на батьківщину. Одержав ступінь магістра хімії в Київському університеті. За участь у студентських заворушеннях 1885 р. висланий до Тобольської губернії, де перебував до 1888 р. По закінченні терміну заслання повернувся в Україну. Працював у земських установах м. Олександрівська (нині Запоріжжя).
У 1905 р. переїхав на постійне проживання до Полтави, де вступив до Української радикально-демократичної партії. За її списком обирався депутатом І Державної Думи, входив до складу Української парламентарної громади. У 1912 р. почав працювати в Полтавській губернській земській управі. Водночас був одним із організаторів і провідників Полтавської громади Товариства українських поступовців (ТУП). Із квітня 1917 р.— член Української Центральної Ради від Полтавської губернії. Член Центрального Комітету Української партії соціалістів-федералістів. Гетьманського перевороту не схвалив і пов'язав свою долю з Директорією. Входив до складу торгово-фінансових комісій УНР в Австрії, Чехословаччині, Польщі й Швейцарії. У 1918 р. очолював закордонне бюро УПСФ у Відні. У лютому-серпні 1921 р. входив до Ради Республіки — тимчасового верховного органу УНР, що діяв у Тарнові (Польща). Написав ряд публіцистичних статей, де пропагував ідею української державності.
Помер і похований у Женеві. Похований на цвинтарі Св. Георгія в Женеві.

## Вшанування
Родині Чижевських (Павлу Чижевському 1860—1925 рр., Григорію Чижевському 1886—1936 рр., Миколі Чижевському 1890—1954 рр.) 26 червня 2019 року у місті Гадяч відкрита меморіальна дошка на приміщенні фінансового управління по вул. Гадяцького договору, 10. Ініціатори встановлення — товариство «Чорні запорожці» та Роберт Чижевський.

## Вшанування пам'яті
У місті Запоріжжя вулицю Фонвізіна перейменували на вулицю Павла Чижевського.